# Гефельс
Гефельс (нім. Hövels) — громада в Німеччині, розташована в землі Рейнланд-Пфальц. Входить до складу району Альтенкірхен. Складова частина об'єднання громад Віссен.
Площа — 7,87 км2. Населення становить 513 ос. (станом на 31 грудня 2020).